# Glypta dreisbachi
Glypta dreisbachi är en stekelart som beskrevs av Dasch 1988. Glypta dreisbachi ingår i släktet Glypta och familjen brokparasitsteklar. Inga underarter finns listade i Catalogue of Life.